# Мардансина
Мардансина (такође се изговара Мардан Сина) био је ирански племић из Куће Мирханида - он је био син Бахрама Гушнаспа, а тиме и брат истакнутог сасанидског војног вође Бахрама Чобина који је успео да накратко свргне сасанидског краља у 590–591. , али је на крају поражен и убијен. Мардансина је након тога постала нови вођа побуњеничког покрета Бахрам Чобина, а касније је учествовао у побуни Вистама (591–596. Или 594 / 5–600.).